# Вонворкув
Вонворкув (пол. Wąworków) — село в Польщі, у гміні Опатув Опатовського повіту Свентокшиського воєводства.
Населення — 227 осіб (2011).
У 1975-1998 роках село належало до Тарнобжезького воєводства.

## Демографія
Демографічна структура на день 31 березня 2011 року:
|          | Загалом | Допрацездатний вік | Працездатний вік | Постпрацездатний вік |
| -------- | ------- | ------------------ | ---------------- | -------------------- |
| Чоловіки | 115     | 30                 | 73               | 12                   |
| Жінки    | 112     | 18                 | 63               | 31                   |
| Разом    | 227     | 48                 | 136              | 43                   |